# قنومة تابيرية
قنومة تابيرية (الاسم العلمي:Mormyrus tapirus) هي نوع من الأسماك تتبع جنس القنومة من فصيلة الأسماك القنومية.